# 謝子峰
謝子峰（英語：Tse Tsz Fung，1988年10月8日—）。曾任香港警務處總督察，他於1994年至1998年期間參與不同的電視劇及電影演出，包括《再見亦是老婆》、《千王之王重出江湖》、《苗翠花》、《美味天王》、《風雲：雄霸天下》等電視劇及電影。

## 生平

### 入行童星經過
1993年，謝子峰因在街頭被星探發掘而入行。首部參與演出的電視劇是TVB的《再見亦是老婆》 ，在劇中飾演于仲言一角。

### 電視劇演出(1994年－1998年）

#### 無綫電視
拍攝《再見亦是老婆》之後，謝子峰繼續參與TVB 的電視劇演出，包括一些電視劇系列， 例如 《O記實錄》、《包青天》及《西遊記》等。 比較多戲份的有《苗翠花》、《美味天王》及《生命有TAKE2》等，都是飾演主角的兒子或童年。

#### 亞洲電視
他也有參與 ATV 的電視劇演出，包括《雪花神劍》、 《千王之王重出江湖》、《飄零燕》，都是飾演主角的兒子或童年。

### 電影演出（1994年－1998年）
謝子峰也有參與電影拍攝，包括 《夜半2點鐘》、《破壞之王》、《元洲街皇后》及《富貴人間》等。他最後參與的演出便是電影《風雲：雄霸天下》飾演童年「聶風」一角。

### 警察生涯
加入警隊，先後駐守商業罪案調查科、毒品調查科及財富情報及調查科，又兼任過任傳媒聯絡隊。

## 演出作品

### 電視劇（無綫電視）
| 年份   | 劇名                          | 角色                |
| ------ | ----------------------------- | ------------------- |
| 1993年 | 龍兄鼠弟                      | 大彩                |
| 1994年 | 再見亦是老婆                  | 于仲言              |
| 1994年 | 阿Sir早晨                     |                     |
| 1995年 | O記實錄                       | 羅偉傑              |
| 1995年 | 新同居關係                    | 安仔                |
| 1995年 | 包青天之夫證妻兇 包青天之俠情 | 白石 唐道中（童年） |
| 1995年 | 真情                          | 唐立生（童年）      |
| 1996年 | 西遊記                        | 村莊小孩            |
| 1996年 | 殭屍福星                      | 董兆匡（童年）      |
| 1997年 | 濟公                          | 李釋元（童年）      |
| 1997年 | 苗翠花                        | 方孝玉              |
| 1997年 | 美味天王                      | 田味吉 (童年)       |
| 1998年 | 烈火雄心                      | 劉海栢（童年）      |
| 2000年 | 生命有TAKE2                   | 周偉傑              |

### 電視劇（亞洲電視）
| 年份   | 劇名             | 角色         |
| ------ | ---------------- | ------------ |
| 1996年 | 千王之王重出江湖 | 霍從一       |
| 1996年 | 飄零燕           | 簡克安       |
| 1997年 | 雪花神劍         | 陳天相(童年) |

### 電影作品
| 年份   | 片名           | 角色         |
| ------ | -------------- | ------------ |
| 1994年 | 破壞之王       | 乞丐         |
| 1995年 | 富貴人間       | 小春         |
| 1995年 | 救世神棍       | 小孩         |
| 1995年 | 人間有情       | 梁天佑(童年) |
| 1995年 | 元洲街皇后     | 文仔         |
| 1997年 | 夜半2點鐘      | 鬼魂         |
| 1998年 | 風雲：雄霸天下 | 聶風 (童年)  |